# Johannes Kaarsberg
Johannes Peder Friedenreich Kaarsberg (født 21. april 1856 i Græse, død 25. marts 1917 i København) var en dansk læge. Han var bror til Hans Kaarsberg.
Kaarsberg studerede oprindelig teologi, men gik derefter over til medicinen og tog eksamen 1881. Som kandidat arbejdede han først på Børnehospitalet, senere under Frantz Howitz på Frederiksberg Hospital og på Kommunehospitalet, hvor han også var reservekirurg 1881—91. En del af sin uddannelse fik han på Fødselsstiftelsen, hvor han 1891—94 var fast kandidat og reserveakkuchør. Doktorgraden tog Kaarsberg 1884 med en afhandling Om den Emmetske Ruptur. Efter Asger Stadfeldts død konkurrerede han med Leopold Meyer om professoratet i obstetrik, men besejredes. Derimod udnævntes han 1900 til overlæge ved Sankt Lukas Stiftelsen, hvor han udfoldede en meget betydelig virksomhed som kirurg. Han udnævntes 1900 til titulær professor og nød stor anseelse som en af Nordens ledende kirurger, hvad der gav sig udslag i, at han gentagne gange benyttedes som dommer ved konkurrencer.